# He’s Got the Whole This Land Is Your Land in His Hands
He’s Got the Whole This Land Is Your Land in His Hands — двадцать второй студийный альбом американской инди-рок-группы Joan of Arc, выпущенный 17 января 2017 года лейблом Joyful Noise Recordings. Это первый альбом группы, в состав которой вошла гитаристка и вокалистка Мелина Аусикайтис. Пластинка представляет собой набор из одиннадцати треков, собранных из девятичасовых записей джем-сессий. Несмотря на более сдержанный, хаотичный и нестандартный стиль группы, альбом He’s Got the Whole This Land Is Your Land in His Hands вызвал неоднозначную реакцию рецензентов из-за недостаточной доступности этого стиля для слушателей. Альбом занял 26-е место в чарте Billboard Independent Albums и пятое место в чарте Heatseekers Albums.

## История
При создании альбома Joan of Arc сначала пыталась составить план песен, но таким образом группа не смогла придумать ничего «интересного». Они поняли, что единственный способ создать интересные песни — это многочасовые джем-сейшены, но у них не было бюджета, чтобы записать их в студии. Таким образом, используя мобильное записывающее устройство, группа записывалась в нескольких «странных пространствах», таких как баскетбольная площадка отеля, сервис Airbnb и промышленное помещение в Вест-Сайде, Чикаго. Как описал сессии Тим Кинселла: «Мы нажимали кнопку Record и играли, и появлялись наши коллективные вкусы. И они, наши вкусы в тот момент, были единственными стандартами во всем просторе ошеломляющей и прекрасной неизвестной вселенной, которые мы считали хоть сколько-нибудь значимыми». Группа записала девять часов материала, который позже был отредактирован в 23 трека. Наконец, «лучшие 10 или 12 песен не попали на пластинку, это была лучшая последовательность материала», объяснил Кинселла.

## Композиция
Дрю Форчун назвал альбом He’s Got the Whole This Land Is Your Land in His Hands тем, что случилось бы, «если бы Butthole Surfers записали пост-роковую пластинку». Некоторые критики сочли пластинку более спокойным вариантом хаотичного и причудливого стиля группы, чем их предыдущие релизы, более атмосферным и мелодичным, чем предыдущие пластинки группы. Как обычно для музыки группы, лирика, по словам Форчуна, «проходит по грани между поэтом-сюрреалистом и агитатором». Некоторые рецензенты отметили постоянные тональные сдвиги в текстах, которые переходят от «глупых, но безобидных» до «строк, оставляющих горький привкус во рту», резюмировал Drowned in Sound. Тексты песен имеют весьма туманный смысл, но некоторые критики предположили, что альбом, основываясь на текстах, звучании и названии (сочетание названий «He’s Got the Whole World in His Hands» и «This Land is Your Land»), посвящён сохранению спокойствия в период распада общества. He’s Got the Whole This Land Is Your Land in His Hands — первый альбом Joan of Arc с Мелиной Аусикайтис в составе, которая «часто играет роль Флейвор Флейва группы, вставляя колкости во время куплетов Кинселлы и поддерживая его в импровизированных припевах», — резюмировал писатель Дэвид Энтони (Флейвор Флейв был сооснователем Public Enemy).

## Отзывы
| Совокупная оценка | Совокупная оценка |
| Источник          | Оценка            |
| ----------------- | ----------------- |
| Metacritic        | 60/100            |
| Оценки критиков   |                   |
| Источник          | Оценка            |
| AllMusic          | [ 1 ]             |
| The A.V. Club     | C-                |
| Drowned in Sound  | 6/10              |
| Exclaim!          | 7/10              |
| Magnet            | [ 12 ]            |
| Pitchfork         | 3.8/10            |
| PopMatters        | [ 14 ]            |
| Spectrum Culture  | [ 8 ]             |
| State             | [ 9 ]             |
| Under the Radar   | [ 7 ]             |

Альбом получил положительные отзывы музыкальной критики и интернет-изданий: Allmusic.
На интернет-агрегаторе Metacritic, который присваивает нормализованный рейтинг из 100 баллов по рецензиям основных изданий, альбом получил средний балл 60.
Как и предыдущие альбомы Joan of Arc, рецензии на He’s Got the Whole This Land Is Your Land in His Hands были в целом неоднозначными, в основном из-за недостаточной доступности его экспериментального стиля. Ян Кинг из PopMatters в благоприятной рецензии утверждал, что на He’s Got The Whole «терпение и сотрудничество продолжают фокусировать и вдохновлять Joan of Arc». Он также написал, что «впечатляет, что гиперактивное воображение Кинселлы так мало ослабло». Отметив хаотичный стиль пластинки как более «расслабленный» по сравнению с предыдущими альбомами группы, Exclaim! назвал её «небольшой жемчужиной в дискографии Joan of Arc, поскольку Кинселла даёт слушателям больше, просто отступая назад».
Under the Radar назвали её «медленно растущей, но стоящей того, чтобы к ней приложиться», отметив, что когда она «очищена от диссонанса и неудобных отсылок к шок-фактору, мелодические переходы могут быть чрезвычайно приятными и направленными. Joan of Arc знает, как выстроить эмоциональную цель, и у He’s Got the Whole This Land Is Your Land In His Hands есть моменты, когда она придаёт странности великолепное обоснование и сопоставление». Критик AllMusic заявил, что He’s Got the Whole «может оттолкнуть даже некоторых более терпеливых и открытых поклонников Кинселлы, так как иногда он переходит в медленное блуждание по повторяющимся диссонансам», но «его импульсивное качество может быть неотразимым для более панковских чувств, предлагая катарсис в его намеренном отсутствии полировки и самоцензуры». Энтони считает, что He’s Got the Whole заслуживает уважения за приверженность экспериментальному стилю, но «часто он настолько туманен, что кажется, будто он не предназначен ни для кого, кроме его создателей». Эван Рытлевски из Pitchfork, однако, назвал альбом «манифестом троллей» и описал его как самую «раздражающую» запись Кинселлы из-за его «отталкивающего» юмора в текстах и беззвучного звучания: «He’s Got the Whole преподносится как хорошее развлечение, но это развлечение лишь одностороннее, вроде „зачем ты бьёшь себя?“».

## Список композиций
Источник: iTunes Store.
| №                   | Название                      | Длительность |
| ------------------- | ----------------------------- | ------------ |
| 1.                  | «Smooshed That Cocoon»        | 2:53         |
| 2.                  | «This Must Be the Placenta»   | 3:40         |
| 3.                  | «Stranged That Egg Yolk»      | 4:38         |
| 4.                  | «Full Moon and Rainbo Repair» | 4:46         |
| 5.                  | «Cha Cha Cha Chakra»          | 2:46         |
| 6.                  | «Grange Hex Stream»           | 3:47         |
| 7.                  | «Two-Toothed Troll»           | 3:39         |
| 8.                  | «New Wave Hippies»            | 2:52         |
| 9.                  | «Never Wintersbone You»       | 2:38         |
| 10.                 | «F Is for Fake»               | 3:50         |
| 11.                 | «Ta-ta Terrordome»            | 4:00         |
| Общая длительность: | Общая длительность:           | 39:29        |

## Чарты
| Чарт (2017)                         | Высшая позиция |
| ----------------------------------- | -------------- |
| США (Heatseekers Albums, Billboard) | 5              |
| США (Independent Albums, Billboard) | 26             |